# اودئون هرودس آتیکوس
اودئون هِرودس آتیکوس تئاتری ساخته شده از سنگ است که در شیب جنوب غربی آکروپولیس واقع شده است.

## زمان‌های کهن

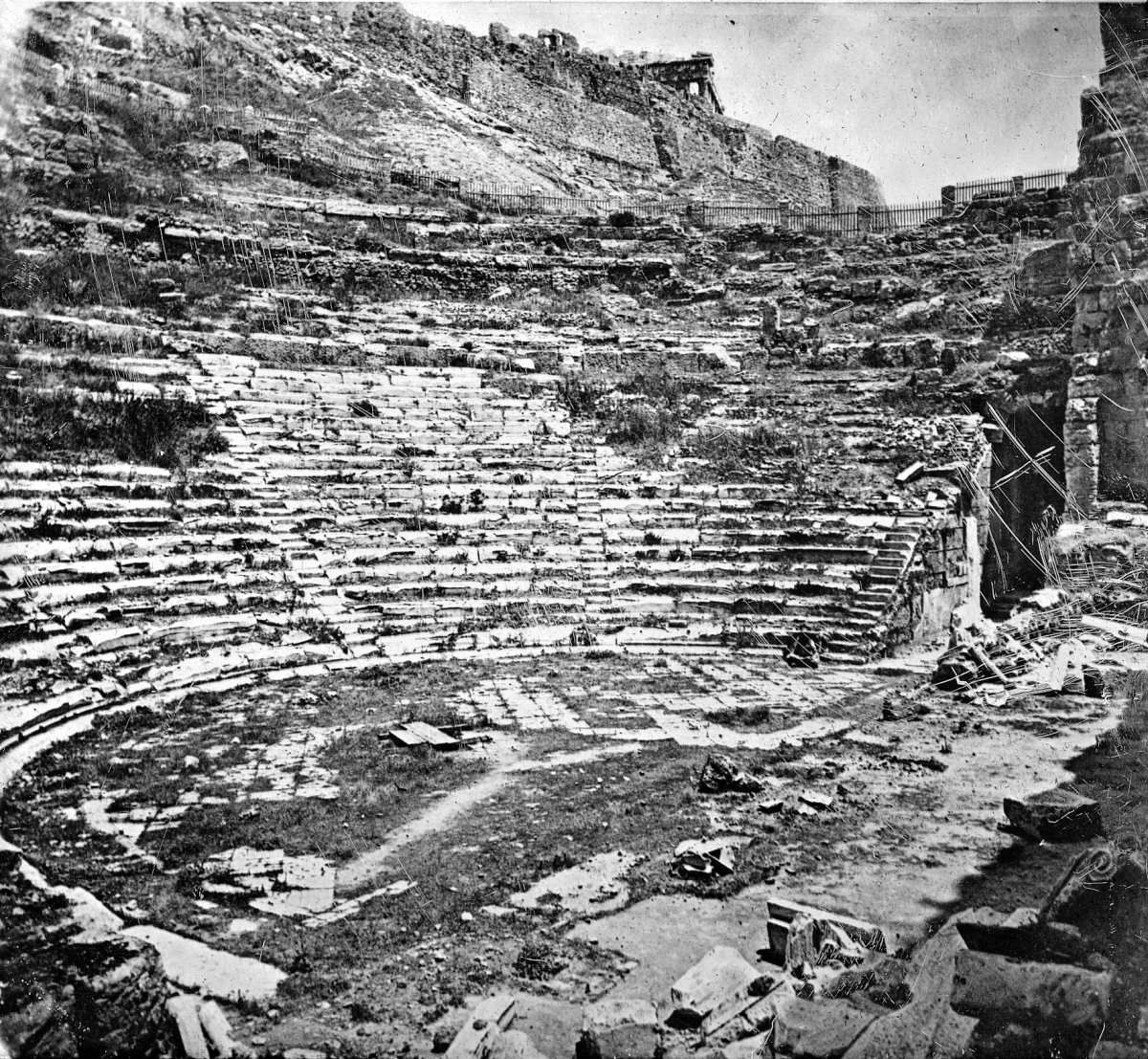
تصویری تاریخی از اودئون هرودس آتیکوس (تاریخ عکس: ۱۸۸۰ میلادی)

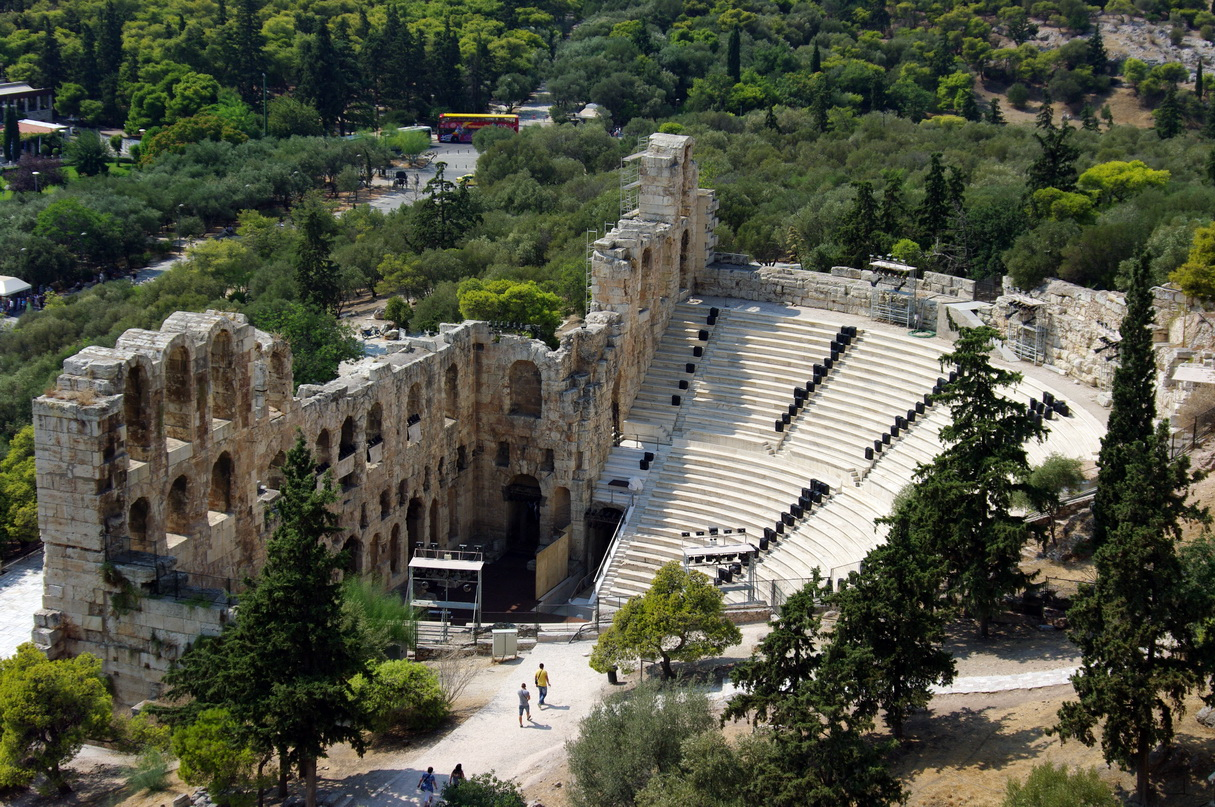
نمای تئاتر از آکروپولیس

این بنا در سال ۱۶۱ پیش از میلاد توسط سرمایه‌دار بانفوذ آتنی، هِرودس آتیکوس به یاد همسرش آثپاثیا آنیا رگیلا ساخته شد.

## رخدادهای نوین

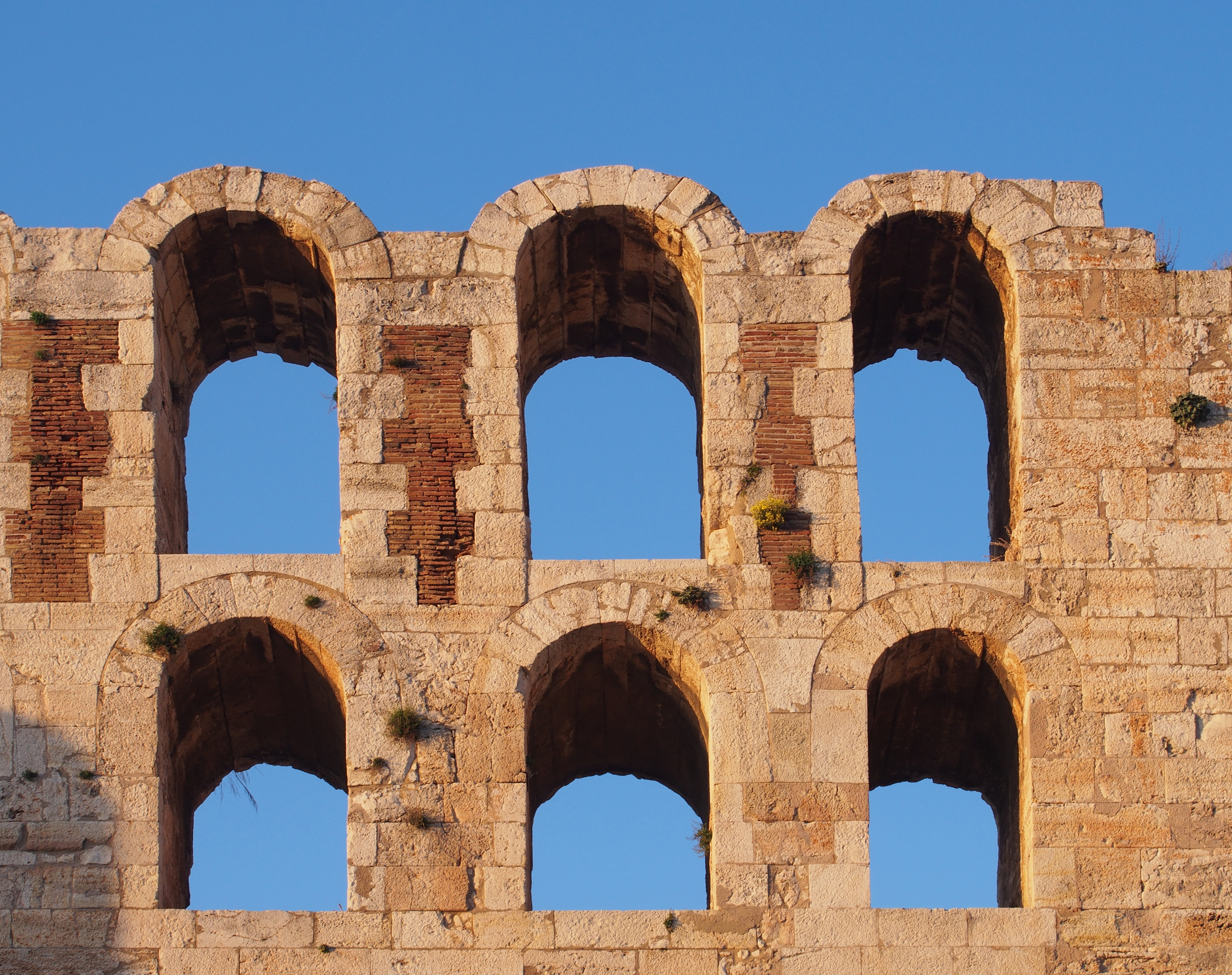
جزئیات سردر

سکوهای تماشاچیان و صحنه در دههٔ ۱۹۵۰ با استفاده از سنگ مرمر بازسازی شدند. از آن زمان تا کنون این بنا مکان اصلی فستیوال آتن بوده است، که هر سال از ماه مه آغاز شده تا اکتبر ادامه دارد، و عده گوناگونی از هنرمندان تحسین‌شدهٔ یونانی و نیز بین‌المللی در آن به اجرا می‌پردازند.